# Skandinávská měnová unie

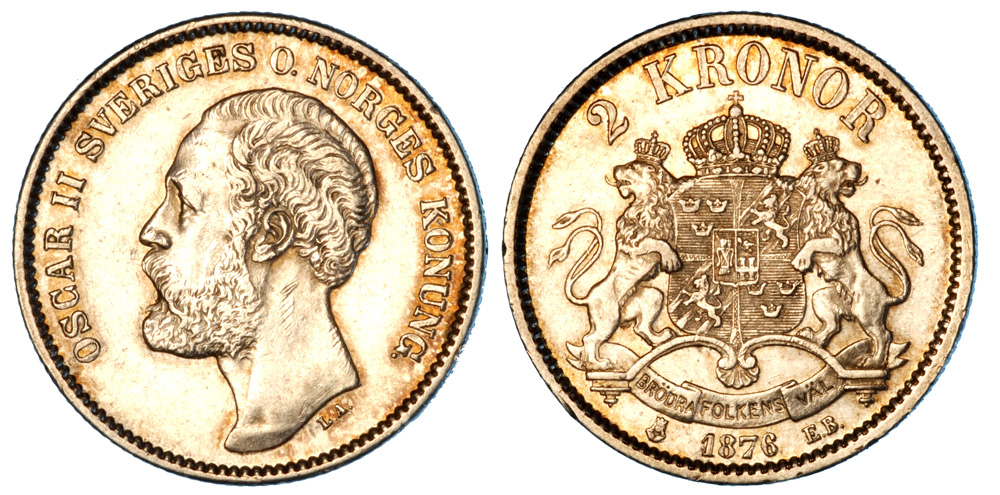
švédská mince 2 koruny

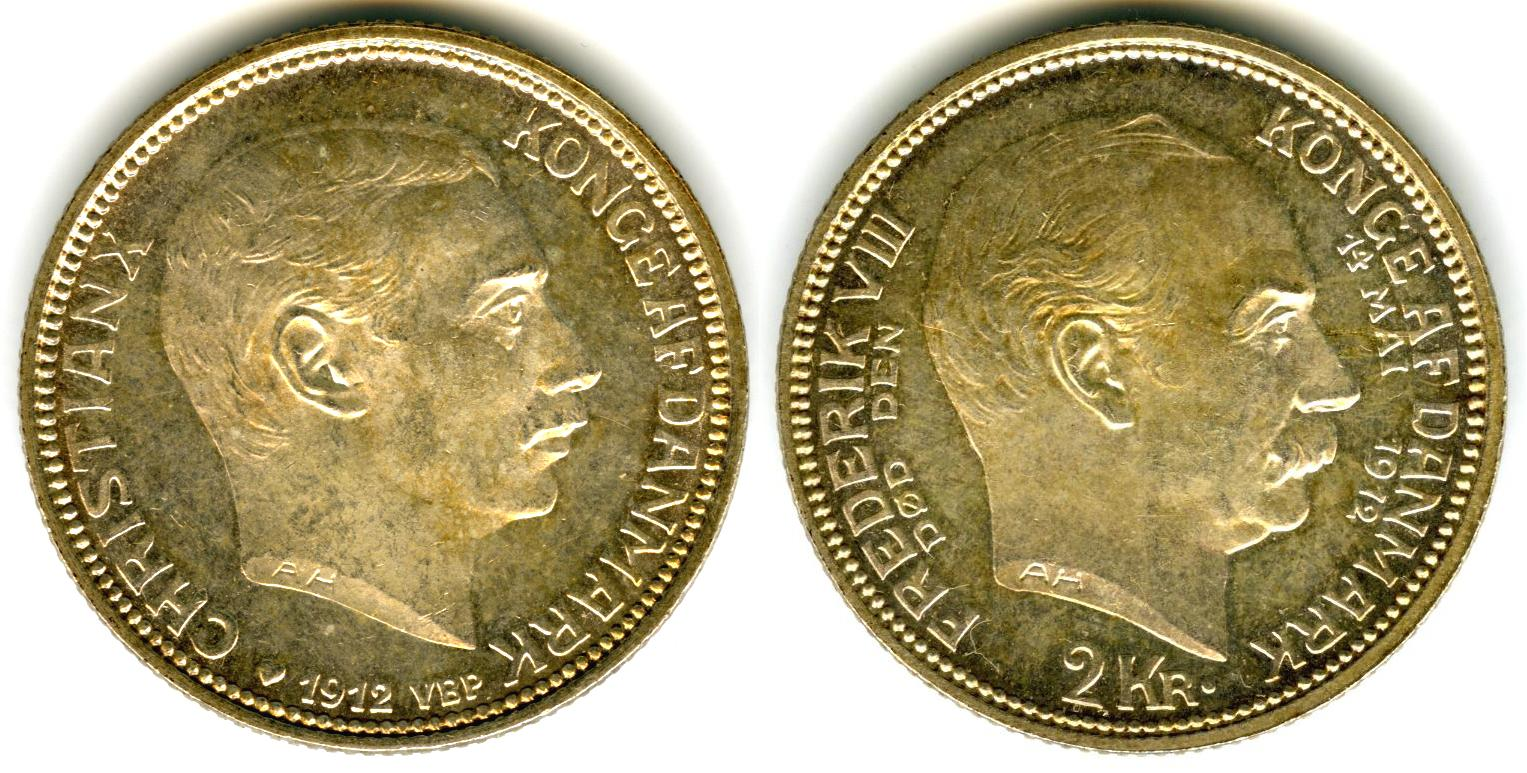
dánská mince 2 koruny

Skandinávská měnová unie (švédsky Skandinaviska myntunionen, dánsky Skandinaviske møntunion, norsky Skandinaviske myntunion) byla měnová unie mezi Švédskem a Dánskem od roku 1873. Norsko, které bylo sice v personální unii se Švédskem, ale zároveň mělo plnou vnitřní autonomii, se zpočátku rozhodlo do unie nevstoupit. V roce 1875 však svoje stanovisko změnilo a vyrovnalo váhu vlastních mincí s mincemi Dánska a Švédska a stalo se třetím členem unie.

Nově zavedená koruna přijala systém zlatého standardu a jako peněžní jednotka byla navázána na zlato v pevném poměru:
Zlatý standard v této době uplatňovalo i Spojené království a Německé císařství, která představovala nejvýznamnější obchodní partnery skandinávských zemí. Kromě toho ve většině států na jihu a východě Evropy kolovaly zlaté a stříbrné mince Latinské měnové unie taktéž podložené zlatem. Za této situace byly skandinávské státy nuceny přijmout novou stabilní měnu založenou na stejném základu.
„Skandinávská koruna“ (švédsky krona, dánsky krone, norsky krone) byla platidlem i na Islandu, Grónsku a Faerských ostrovech, které byly součástí Dánska. V Dánsku se před zavedením koruny používal rigsdaler, ve Švédsku riksdaler a v Norsku speciedaler. Koruna byla zavedena ve směnném kurz 1 koruna = ½ dánského rigsdaleru = 1 švédský riksdaler = ¼ norského speciedaleru.
Každý stát vydával své vlastní koruny separátně, jednotlivé měny (dánská, švédská, norská) byly přijímány po celém území unie. V roce 1905 personální unie mezi Norskem a Švédskem zanikla, měnová unie ale pokračovala dál. Měnová unie zanikla během první světové války, když v roce 1914 Švédsko vypovědělo závazek dodržovat pevný směnný kurz mezi měnami ostatních zúčastněných států. To mělo za následek, že volný oběh dánských a norských měn na švédském území skončil. Každá země i nadále používá korunu jako svou měnu, ale od roku 1914 už nebyly mezi sebou spojeny pevným kurzem 1:1.